# Kenichiro Itami
 (novembre 2023).
La mise en forme du texte ne suit pas les recommandations de Wikipédia : il faut le « wikifier ».
Les points d'amélioration suivants sont les cas les plus fréquents. Le détail des points à revoir est peut-être précisé sur la page de discussion.
- Les titres sont pré-formatés par le logiciel. Ils ne sont ni en capitales, ni en gras.
- Le texte ne doit pas être écrit en capitales (les noms de famille non plus), ni en gras, ni en italique, ni en « petit »…
- Le gras n'est utilisé que pour surligner le titre de l'article dans l'introduction, une seule fois.
- L'italique est rarement utilisé : mots en langue étrangère, titres d'œuvres, noms de bateaux, etc.
- Les citations ne sont pas en italique mais en corps de texte normal. Elles sont entourées par des guillemets français : « et ».
- Les listes à puces sont à éviter, des paragraphes rédigés étant largement préférés. Les tableaux sont à réserver à la présentation de données structurées (résultats, etc.).
- Les appels de note de bas de page (petits chiffres en exposant, introduits par l'outil «  Source ») sont à placer entre la fin de phrase et le point final[comme ça].
- Les liens internes (vers d'autres articles de Wikipédia) sont à choisir avec parcimonie. Créez des liens vers des articles approfondissant le sujet. Les termes génériques sans rapport avec le sujet sont à éviter, ainsi que les répétitions de liens vers un même terme.
- Les liens externes sont à placer uniquement dans une section « Liens externes », à la fin de l'article. Ces liens sont à choisir avec parcimonie suivant les règles définies. Si un lien sert de source à l'article, son insertion dans le texte est à faire par les notes de bas de page.
- La présentation des références doit suivre les conventions bibliographiques. Il est recommandé d'utiliser les modèles {{Ouvrage}}, {{Chapitre}}, {{Article}}, {{Lien web}} et/ou {{Bibliographie}}. Le mode d'édition visuel peut mettre en forme automatiquement les références.
- Insérer une infobox (cadre d'informations à droite) n'est pas obligatoire pour parachever la mise en page.

Pour une aide détaillée, merci de consulter Aide:Wikification.
Si vous pensez que ces points ont été résolus, vous pouvez retirer ce bandeau et améliorer la mise en forme d'un autre article.
 (novembre 2023).
Kenichiro Itami (4 avril 1971 - ) est un chimiste japonais. Il est professeur à la Graduate School of Science de l'université de Nagoya. Il est chercheur principal à l'Institut de recherche biomoléculaire transformatrice (ITbM) de l'université de Nagoya. Il est spécialisé dans la chimie de synthèse, la chimie organique, la science des nanocarbones moléculaires et la biologie chimique. Il est titulaire d'un doctorat (Université de Kyoto). Il est l'auteur responsable d'une synthèse frauduleuse de nanorubans de graphène, pour laquelle son financement de recherche a été suspendu. Kenichiro Itami (professeur à l'école supérieure des sciences de l'université de Nagoya) a été reconnu responsable de la falsification et de la manipulation de trois articles à la suite d'une enquête menée par l'organisme d'enquête, et le rapport d'enquête indique qu'Itami est la personne responsable de la supervision de l'occurrence de la faute et qu'il porte une lourde responsabilité pour avoir empêché la faute ou ne pas l'avoir détectée avant que les articles ne soient publiés. La responsabilité de prévenir la fraude ou de ne pas la détecter avant la publication de l'article est lourde. En particulier, l'auteur responsable était censé guider des étudiants de troisième cycle inexpérimentés pour qu'ils adoptent une attitude correcte à l'égard de la recherche. Il a également négligé son devoir de diligence en tant que directeur du laboratoire", indique le rapport. La JSPS et l'Institut national de développement des sciences et des technologies (NIST) ont décidé de ne pas accorder de fonds de recherche pendant trois ans, de l'année fiscale 2022 à l'année fiscale 2024.

## Fraude à la recherche
Un article publié dans la revue scientifique Nature sur la synthèse de nanorubans de graphène, un matériau de carbone qui devrait être utilisé comme matériau pour les futurs semi-conducteurs, a été rétracté. Selon l'annonce faite par Nature, les résultats expérimentaux de la spectrométrie de masse, utilisée pour déterminer le poids moléculaire d'une substance, se sont révélés artificiels et les données sous-jacentes n'ont pas pu être confirmées. En outre, plusieurs autres irrégularités en matière de recherche ont été confirmées, notamment le retrait de deux articles et la correction de deux articles, et Itami a été identifié comme l'auteur responsable et l'auteur responsable des articles et autres documents liés à la recherche dans le cadre de laquelle la faute a été commise. Le rapport d'enquête indique qu'Itami est la personne responsable de la supervision de la faute commise et qu'il porte la lourde responsabilité d'avoir empêché la faute ou de ne pas l'avoir détectée avant la publication de l'article. En particulier, l'auteur responsable était censé guider les étudiants de troisième cycle inexpérimentés pour qu'ils adoptent une attitude correcte vis-à-vis de la recherche. Il a également manqué à son devoir de diligence en tant que chef de laboratoire", indique le rapport,,.
Kenichiro Itami (Professeur, École supérieure des sciences, Université de Nagoya) a été reconnu responsable de la falsification et de la manipulation de trois articles à la suite d'une enquête menée par l'organisme d'enquête, et s'est vu refuser les fonds de recherche de la Société pour trois ans, de l'exercice 2022 à l'exercice 2024.